# Асоціація (психологія)
Асоціа́ція (лат. associo — з'єдную, зв'язую) — поняття, що виникає при згадуванні когось або чогось.
Асоціація в психології — суб'єктивний образ об'єктивного зв'язку між предметами і явищами, фізіологічною основою якого є тимчасовий нервовий зв'язок.

## Історія дослідження
Аристотель перший помітив явище асоціацію і ввів класичний поділ їх на 4 види:
- Асоціація за схожістю (кішка — тигр);
- Асоціація за контрастом (холодне — гаряче);
- Асоціація за суміжністю в просторі (поле — квітка);
- Асоціація за суміжністю в часі (ніч — сон).

У психології, поняття асоціації, здебільшого, вживалось у вигляді терміну «асоціація уявлень», що був введений Локком для позначення зв'язку між уявленнями, викликаними випадковим збігом явищ в часі.

Як писав Павлов:
«…Тимчасовий нервовий зв'язок, є найуніверсальнішим фізіологічним явищем у тваринному світі
і в нас самих. А разом з тим воно ж і психічне — те, що психологи називають асоціацією, чи буде це утворенням з'єднань з усіляких дій, вражень або з літер, слів і думок».
Павлов дав фізіологічне пояснення і окремим видам А. За Павловим, в основі асоціацій за одночасністю лежать умовні нервові зв'язки, генералізація ж цих зв'язків відповідає асоціаціям за схожістю, а основні розумові операції зводяться до аналізу і синтезу умовних зв'язків. В Україні проблеми асоціацію розробляли: Г.  С. Костюк, І. П. Смолій (Київ), Д. Г. Елькін (Одеса) та інші.

## Класифікація
Відповідно до пов'язування між собою, за принципом подібності, аналогії, протиставлення тощо, асоціації поділяють на декілька видів. Традиційно розрізняють прості та складні асоціації.
Прості асоціації — це такі асоціації, які пов'язують між собою тільки два уявлення: асоціації за суміжністю, за схожістю, за контрастом, за каузальністю.
Асоціації за суміжністю уявляють собою встановлення зв'язків між предметами та явищами за ознакою просторово-часових відносин; такі виникають під час сприймання предметів, що розташовуються близько один від одного в просторі або йдуть безпосередньо один за одним у часі.
Асоціації за схожістю виникають у тому випадку, коли предмети або явища чимось схожі. За контрастом асоціюються контрастні, протилежні факти або явища. Асоціації за каузальністю створюються за ознакою причинно-наслідкових відносин.
Вищі асоціації формують асоціативні комплекси.
Ю. Самарін поділяє всі асоціації на декілька видів, а саме:
- локальні, які уявляють собою зв'язок між окремими фактами (сприйманнями), безвідносно до системи цих явищ;
- частково-системні — найпростіші системні асоціації, що виникають під час вивчення предмета або явища і передбачають прості порівняння та узагальнення (але при цьому отримані знання не зіставляються із суміжними знаннями);
- внутрішньосистемні, що забезпечують пізнання цілісних систем знань у межах предмета (причинно-наслідкові, часові, просторові, кількісні та ін. зв'язки);
- міжсистемні, міжпредметні, які поєднують різні системи знань, зв'язки на межі систем (предметів), де виникають спільні поняття.